# Harold Schellinx
Harold Schellinx (Maastricht, 9 december 1956 – Amsterdam, 9 juni 2025) was een Nederlands media- en geluidskunstenaar, componist, schrijver, wiskundige en theoreticus, bekend om zijn experimentele werk binnen de elektronische muziek, geluidskunst en de avant-garde scene.

## Biografie

### Jeugd en opleiding
Schellinx begon zijn carrière als avant-garde rockmuzikant in Amsterdam (1975-1985). Hij studeerde formele muziek en computerondersteunde compositie bij Gottfried Michael Koenig aan het Instituut voor Sonologie (Utrecht), en promoveerde in de wiskunde aan de Universiteit van Amsterdam (PhD, 1994).

### Muzikale carrière
In de late jaren zeventig en vroege jaren tachtig was Schellinx actief in de Europese avant-garde en postpunkscene. Hij was medeoprichter en redacteur van het tijdschrift Vinyl, een belangrijk platform voor moderne muziek in Nederland, en speelde in bands als The Young Lions en het internationale cassettekwartet Diktat. Ook werkte hij samen met artiesten als Dagmar Krause en Ronald Heiloo.
Vanaf de jaren 2000 richtte Schellinx zich op zijn 'sonic diary', een omvangrijk audiocassettearchief van dagelijkse opnames, dat meer dan dertig jaar beslaat. Zijn werk kenmerkt zich door het concept van ‘gecomponeerde willekeur’, waarbij toeval en gevonden geluiden centraal staan.

### Projecten en samenwerkingen
Belangrijke projecten van Schellinx zijn onder meer:
- Found Tapes Exhibition & Très Grand Collage (TGC): een 14 uur durende collage van gevonden magneetbanden .
- Diktat: een internationaal kwartet dat live met cassettes en tape-manipulatie werkt.
- ookoi: een media- en kunstduo met Peter Mertens, bekend van conceptuele kunst en performance.[4]
- unPublic: een serie elektro-akoestische improvisatieconcerten zonder publiek, gedocumenteerd als digitale albums[3].
- Signs & Symptoms: samen met Peter Mertens, pioniers van tape-delay technieken in Nederland.

### Wetenschap en wiskunde
Naast zijn artistieke activiteiten was Schellinx actief als wiskundige, met onderzoek in de logica en de fundamenten van de informatica. Zijn promotieonderzoek werd begeleid door Anne Sjerp Troelstra aan de Universiteit van Amsterdam.

### Overlijden
Harold Schellinx overleed onverwacht op 9 juni 2025 in zijn woning in Amsterdam aan een hartstilstand. Zijn overlijden werd breed betreurd binnen de Nederlandse en internationale kunst- en muziekwereld. De Volkskrant noemde hem een uitgesproken vrije geest, die zich  zich van experiment naar experiment repte. 